# Dinastia Altuntàixida
La dinastia Altuntàshida fou un llinatge d'esclaus turc que va governar Coràsmia del 1017 al 1041 per compte del soldà de Gazni.

## Història
El 1017 les forces de Mahmud de Ghazna van derrotar l'exèrcit de la dinastia Mamúnida de Coràsmia i Gurdjandj a Hazarasp i van ocupar el territori.
Mahmud hi va enviar com a governador el seu esclau Altuntaix al que va conferir el títol de xa de Coràsmia. Abu Said i els seus dos fills van formar una breu dinastia.
Altuntash fou lleial a Gazni, va defensar la frontera i va morir el 1032 en lluita contra el karakhànida Ali Tigin. El seu fill Harun va assolir tot el poder, encara que l'ara sultà, Masud de Gazni, només l'havia designat representant (khalifat al-dar). Harun es va voler fer independent i es va aliar als karakhànides i als seljúcides i Masud el va fer executar (1034). El seu germà Ismail Khandan que el va succeir, va esdevenir enemic del soldà quan aquest estava ocupat amb els seljúcides, i va poder governar com a sobirà independent. El 1041 fou expulsat del poder per un aliat de Masud, el yaghbu oghuz de Djand, Abul Fawaris Shah Malik, però en el moment de la conquesta Masud ja havia mort. El 1042 Coràsmia va quedar en mans dels gran seljúcides.